# Hochenergieumformung

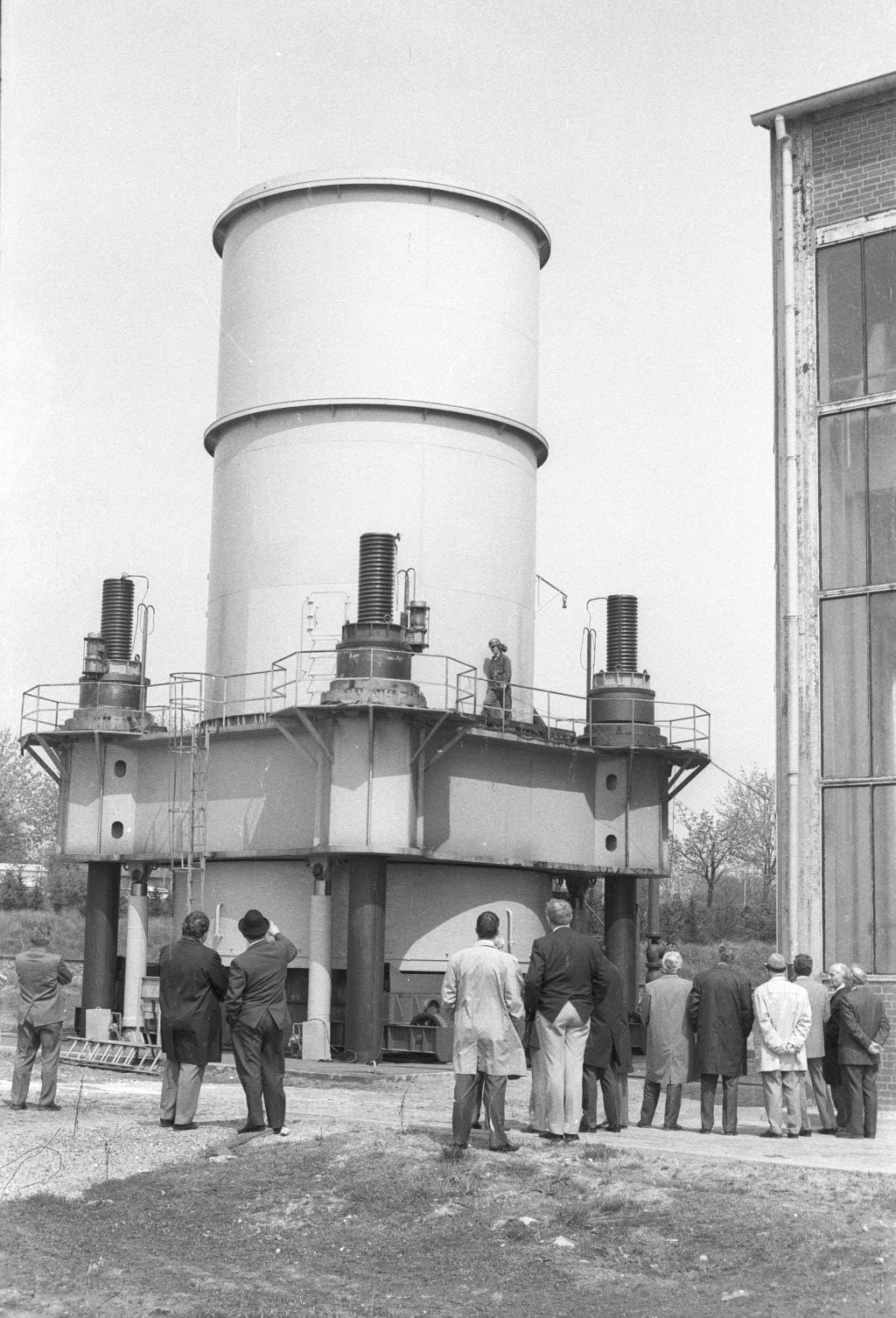
Gerät zur Fertigung von Maschinenteilen per Explosivumformung bei der MaK Kiel (1972)

Hochenergieumformung ist nach DIN 8584 („Zugdruckumformen“) ein Umformverfahren, bei dem ein Werkstück durch schlagartig freiwerdende Energie einem Impuls ausgesetzt ist und dadurch eine plastische Verformung erfährt. Die Erzeugung des Impulses kann auf verschiedene Arten geschehen, die den unterschiedlichen Verfahren ihren Namen geben. Es werden unterschieden:
- Druckwelle bei der Detonation von Sprengstoffen (Explosionsumformung, siehe auch Sprengplattieren, Sprengschweißen)
- Druckwelle durch eine elektrische Entladung oder eine elektrische Drahtexplosion in Wasser oder Öl, das im ersteren Fall zugleich der Druckwellen-Erzeugung und in beiden Fällen als Wirkmedium dient: Elektrohydraulische Umformung (EHF), auch hydroelektrische Umformung genannt
- Druckstoß bzw. -welle über ein Wirkmedium beim Hydro-Impuls-Umformen (HID), bei dem ein Geschoss oder ein Fallgewicht[1] eingesetzt wird
- Druckimpuls direkt im leitfähigen Werkstück durch ein Magnetfeld (Magnetumformung).

Vorteile dieser Verfahren sind die schnelle Umformgeschwindigkeit (Hochgeschwindigkeitsumformung) und die Notwendigkeit einer nur einseitigen Form im Gegensatz zum Gießen, Tiefziehen, Gesenkschmieden oder Prägen.